# Salinos
Die Salinos waren eine der ersten deutschen Punkbands.

## Bandgeschichte
Die Salinos wurden 1978 in Gelsenkirchen gegründet. Ihre ersten beiden Auftritte machte die Band im August/September 1978 unter dem Namen K.O.T.S. (Küchentheater On Tour Secretly) bei der ersten Gelsenkirchener Punkveranstaltung sowie zur Ausstellungseröffnung des Künstlers Jürgen Kramer in der New-Wave-Galerie Art Attack in Wuppertal. Ende Juni 1979 veröffentlichten die Salinos eine EP mit sechs Stücken, die eine der ersten selbst produzierten Singles der Neuen Welle war. Im September traten sie beim „Antifaschistischen Festival“ in Berlin auf. Am 29. Dezember nahmen sie an der Veranstaltung „Geräusche für die 80er“ in der Markthalle Hamburg teil. 1980 erschien das Livetape „Überzeugungstäter“, im August 1981 die LP „Du siehst nicht aus wie ich ausseh“, von der innerhalb weniger Wochen tausend Exemplare verkauft wurden. Die Band spielte bis 1982 regelmäßig in Szenekneipen des Ruhrgebiets sowie wiederholt im Ratinger Hof in Düsseldorf. Zu ihrem heterogenen Publikum zählten „Punks genauso wie Altfreaks oder viele “normale” Leute“. 1985 lösten sich die Salinos auf. Seitdem gab es verschiedene anlassbezogene Reunions.

## Stil
Musikalisch orientierten sich die Salinos an den Ramones und am Rock ’n’ Roll. Sie spielten eigenes Material. Daneben adaptierten sie Klassiker des deutschen Schlagers. In ihren Songs zeigten sie einen „Sinn für hintergründigen Witz, eine Seltenheit in der ansonsten so bescheuerten bierernsten deutschen Punkszenerie“ (Sounds, 1979) und wandelten dabei „ständig an der Grenze von Genie und Kitsch“ (Spex, 1980). Thomas Groetz erkannte in den Songtexten eine „augenzwinkernde Kritik der gesellschaftlichen Verhältnisse“.

## Besetzung

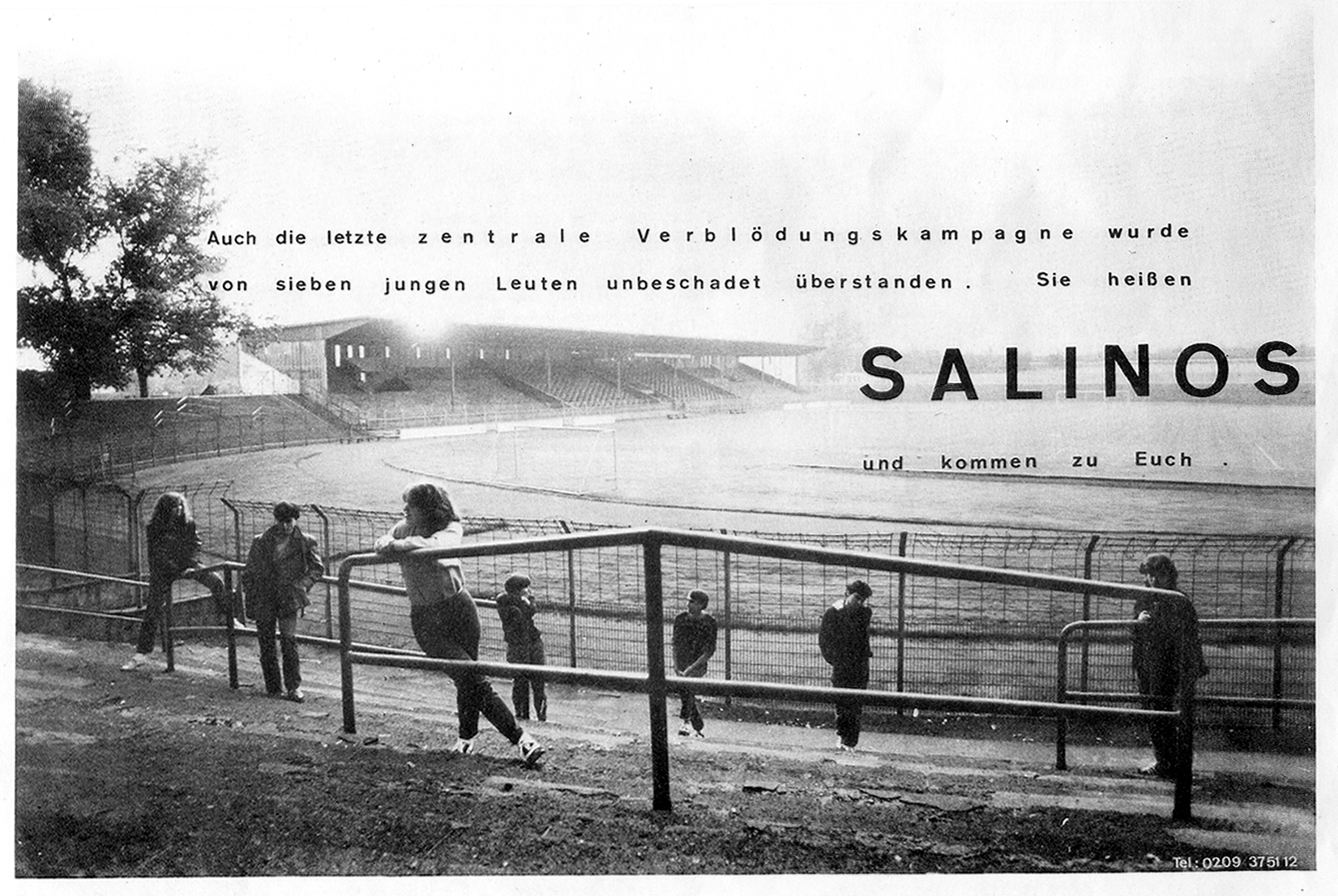
(v. l. n. r.): Lotte Würch, Bert Gossen, Beate Brosda, Gabi Guth, Achim Weber, Peter Stankewitz, Mechthild Pöpping

Die Besetzung bestand aus Achim Weber (Gesang, Gitarre), Lotte Würch (Gitarre), Peter Stankewitz (Gitarre), Bert Gossen (Bass) und Siggi Hermes (Drums); soundprägend war der Punkchor, der von den drei Musikerinnen Beate Brosda (Akkordeon, Flügelhorn, Minimoog), Gabi Guth (Akkordeon) und Meggi Pöpping (Percussion) zu jedem Lied beigesteuert wurde. Alle Frauen traten außerdem als Solosängerinnen in Erscheinung.
Im September 1979 verließ Schlagzeuger Siggi Hermes die Band und zog nach Berlin. Sein Nachfolger (Reinhard Banker) blieb nur wenige Monate. Anfang 1980 wechselte Bert Gossen ans Schlagzeug und Lotte Würch übernahm den Bass. Nach 1982 verstärkten Bill Brown (Bass – Fred Banana Combo) und Gerd Posny (Saxophon, Drums – Gesundes Volksempfinden) die Band.
Fast alle Salinos waren ebenfalls Mitglieder des Küchentheaters, einer freien Theatergruppe aus dem Umfeld der Kunst-AG / Fluxus Zone West und der  Free International University  von Joseph Beuys. Bis auf Guth und Pöpping wohnten alle gemeinsam im so genannten “Hauptquartier” der Band in Gelsenkirchen-Buer, das über einen Proberaum und ein Aufnahmestudio verfügte. Dort zogen Weber und Brosda auch ihre Tochter Julia, das erste von fünf gemeinsamen Kindern, auf.

## Diskografie
- The Salinos Presentiert Von The Küchentheater, 7″ EP 1979
- Überzeugungstäter, Livetape, 1980
- Du siehst nicht aus wie ich ausseh, LP 1981

### Sampler
- Antifaschistisches Festival – Live Berlin 1979, Cassette 1980
- Geräusche für die 80er, LP 1980
- Schöner Wohnen – Abber Fixx, LP 1982
- Antifaschistisches Festival – Live Berlin 1979, LP 2001

## Sonstiges
- Die Salinos gehörten zusammen mit Minus Delta t, Tempo und Liebesgier zu den experimentellen Bands, die bei Geräusche für die 80er von Teilen des Publikums angefeindet und teils tätlich angegriffen wurden.[12][13]
- Jürgen Teipel zählte 2001 im Vorwort seines Doku-Romans Verschwende Deine Jugend die Salinos rückblickend zu den Bands, die ihn „damals schwer beeindruckt haben“.[14]
- Bert Gossen veröffentlichte 1981 unter dem Namen Sportsmann die Solo-EP „Die Freiheit des Pantoffeltierchens“, wofür er sich für eine Woche in den bandeigenen Proberaum zurückzog, alle Instrumente einspielte und den Gesang aufnahm.[15] Siggi Hermes beteiligte sich im gleichen Jahr an der Band Dortmund, die die Single „Titanic / The Deep“ herausbrachte.[16]